# جوني دين
جوني دين (بالإنجليزية: Johnny Dean)‏ هو مغني بريطاني، ولد في 12 ديسمبر 1971 في سالزبوري في المملكة المتحدة.